# Francis X. Desnoyers
Pour les articles homonymes, voir Desnoyers.
Francis X. Desnoyers (né à Détroit le 29 juillet 1813) était le maire de Green Bay en 1855. Il était républicain et il a aussi été conseiller municipal.
Il eut une épouse, Louisa A. Beard (né à Philadelphie) la fille du capitaine Beard. Ensemble ils eurent 3 enfants : Marie L., Elizabeth, et Frank (qui devint à son tour maire).
Francis Desnoyers est mort le 13 août 1868. 